# Brasserie Nationale
A Brasserie Nationale é a maior cervejaria do Luxemburgo e é baseada em Bascharage. A sua cerveja é também exportada à Bélgica.
A Brasserie produz cerveja com o nome Bofferding.
A Brasserie Nationale nasceu em 1975 da fusão de duas cervejarias: A Brasserie Bofferding, fundada por Jean-Baptiste Bofferding em 1842, e a Brasserie Funck-Bricher fundada em 1764. 	
As seguintes cervejas da Brasserie Nationale também têm o nome Bofferding:
- Bofferding Pils
- Bofferding Hausbéier (lager)
- Bofferding Christmas (mais escura, só no inverno)
- Bofferding Fréijoersbéier (não filtrada, só na primavera)